# Leykam Buchverlag
Der 1585 gegründete Leykam Buchverlag in Graz ist einer der ältesten Verlage in Österreich.
Von Beginn an kooperierte der Verlag eng mit der im selben Jahr gegründeten Universität Graz. Das Verlagsprogramm umfasst bis heute neben der Wissenschaft schwerpunktmäßig Pädagogik, Schulbuch, Sachbuch und Belletristik. Vor allem mit dem Sachbuch will der Verlag einen Beitrag zum gesellschaftspolitischen Diskurs und zur österreichischen und steirischen Identität und Kultur leisten.
Der Leykam Verlag kooperiert im Bereich der Wissenschaft eng mit dem Grazer Universitätsverlag, der im Jahr 2006 von der Karl-Franzens-Universität gegründet wurde. Ziel der Kooperation ist es, interessante Forschungsergebnisse der Universität einem breiteren Publikum zugänglich zu machen.

## Geschichte
Der Leykam Buchverlag gilt als einer der ältesten und traditionsreichsten Verlage Österreichs, dessen Wurzeln bis ins Jahr 1585 reichen. In diesem Jahr gründete nämlich der aus Bayern stammende Georg Widmanstetter im Auftrag der Grazer Jesuiten-Universität eine Druckerei, die sich über knapp ein halbes Jahrhundert zu einem renommierten Sachbuch- und Literaturverlag entwickelte. Georg Widmanstetter wurde zum Hofbuchdrucker in Graz bestellt, die Firma wurde von ihm und seinen Familiennachfolgern mehr als 200 Jahre geführt.
Der in Wien ausgebildete und vermutlich aus Mainz stammende Andreas Leykam kam 1776 nach Graz und arbeitete zunächst als Gehilfe in der Widmanstetter Hofbuchdruckerei. Nachdem ihm von Kaiser Joseph II. die Erlaubnis erteilt wurde, gründete er 1781/82 seine eigene Druckerei, wodurch das bisherige Druckmonopol der Druckerei Widmanstetter hinfällig wurde. 1806 wurde die Druckerei Widmanstetter in jene von Leykam eingegliedert. Andreas Leykam baute sein Unternehmen zu einem der führenden der Druck-, Verlags- und Papierbranche in der damaligen Habsburgermonarchie aus. Nach seinem Tod wurde das Unternehmen von seinen Erben zunächst als Familienbetrieb und dann als Aktiengesellschaft fortgeführt, bis es letztlich vor rund 130 Jahren in zwei Unternehmen aufgeteilt wurde (die Leykam AG Buch Druck und Verlag, die Leykam Mürztaler AG in der Sparte Papier).
Bis Ende 2012 war der Leykam Buchverlag ein Teil der Leykam Medien AG und wurde dann an die Medienfabrik Graz, die ehemalige Steiermärkische Landesdruckerei, verkauft. Seit 2017 ist der Leykam Verlag im Eigentum der unabhängigen, sich im Privatbesitz befindlichen Beteiligungsgesellschaft GL Invest.

## Prominente Autoren
- Emil Breisach
- Gerald Brettschuh
- Helwig Brunner
- Erzherzog Johann
- Janko Ferk
- Olga Flor
- Herbert Hirschler
- Valerie Fritsch
- Viktor Geramb
- Otto Hochreiter
- Hans Hödl
- Günther Jontes
- Dzevad Karahasan
- Stefan Karner
- Paul Anton Keller
- Margarita Kinstner
- Helmut Konrad
- Johannes Koren
- Karl Korinek
- Walter Koschatzky
- Karl Albrecht Kubinzky
- Franz Nabl
- Adolf Osterider
- August Paterno
- Josef Friedrich Perkonig
- Georg Petz
- Hans Pirchegger
- Robert Preis
- Franz Preitler
- Thomas Raab
- Peter Rosegger
- Martina Salomon
- Andrea Sailer
- Danielle Spera
- Michael Steiner
- Barbara Stelzl-Marx
- Rahim Taghizadegan
- Andreas Unterberger
- Gerhart Wielinger
- Kurt Wimmer